# Oophaga
Oophaga és un gènere d'anfibis de la família dels dendrobàtids (Dendrobatidae) o granotes de punta de fletxa.
Oophaga és un gènere de granotes verinoses que conté dotze espècies, moltes de les quals antigament estaven integrades en el gènere Dendrobates. Les granotes es distribueixen a Amèrica Central i del Sud, des de Nicaragua al sud a través del Chocó fins al nord de l'Equador (a cotes inferiors als 1.200 m. Els seus hàbitats varien amb algunes espècies arbòries mentre que altres són terrestres, però la característica comuna és que els seus capgrossos s'alimenten obligatòriament d'ous. La majoria de les espècies d'aquest gènere estan seriosament amenaçades i O. speciosa ja està extinta.

## Taxonomia
Hi ha dotze espècies d'aquest gènere:
| Imatge | Nom científic                                            | Nom comú                 | Distribució                                                                       |
| ------ | -------------------------------------------------------- | ------------------------ | --------------------------------------------------------------------------------- |
|        | Oophaga anchicayensis (Posso-Terranova and Andrés, 2018) |                          | Chocó nord est de Colòmbia                                                        |
|        | Oophaga andresi (Posso-Terranova and Andrés, 2018)       |                          | Columbia                                                                          |
|        | Oophaga arborea (Myers, Daly, and Martínez, 1984)        |                          | Panama                                                                            |
|        | Oophaga granulifera (Taylor, 1958)                       |                          | Costa Rica i Panama                                                               |
|        | Oophaga histrionica (Berthold, 1845)                     | granota arlequí verinosa | El Chocó region of western Colombia                                               |
|        | Oophaga lehmanni (Myers and Daly, 1976)                  |                          | Colombia occidental                                                               |
|        | Oophaga occultator (Myers and Daly, 1976)                |                          | Cordillera Occidental del Cauca Departament of Colombia                           |
|        | Oophaga pumilio (Schmidt, 1857)                          | Granota maduixa          | Centre i est de Nicaragua, Costa Rica and nord-est de Panama                      |
|        | Oophaga solanensis (Posso-Terranova and Andrés, 2018)    | Koe-koe                  | Regió nord-est de Colombia, en els banccs occidentals dels rius Atrato i San Juan |
|        | Oophaga speciosa (Schmidt, 1857)                         |                          | Cordillera de Talamanca, Panama occidental (extinta)                              |
|        | Oophaga sylvatica (Funkhouser, 1956)                     |                          | Colombia sudi nord occidental i nord-est de l'Equador.                            |
|        | Oophaga vicentei (Jungfer, Weygoldt, and Juraske, 1996)  |                          | Províncies de Veraguas, Bocas del Toro, Colón i Coclé, Centre Panama              |